# Battarrina inclusa
Battarrina inclusa är en svampart som först beskrevs av Berk. & Broome, och fick sitt nu gällande namn av Clem. & Shear 1931. Battarrina inclusa ingår i släktet Battarrina, ordningen köttkärnsvampar, klassen Sordariomycetes, divisionen sporsäcksvampar och riket svampar.   Inga underarter finns listade i Catalogue of Life.